# Colors best of yt cover tracks vol.1
colors best of yt cover tracks vol.1（からーず・べすと・おぶ・わいてぃー・かばー・とらっくす・ぼりゅーむ・1）は、1999年6月17日にCONSIPIO RECORDSから発表された、高橋幸宏によるカバー曲のみのベストアルバム。全11曲収録。
翌月7月7日には、colors best of yt cover tracks vol.2が発売された。
いずれも紙ジャケット仕様で、同じイラスト（高橋幸宏と犬）の色違い（vol.1は赤色、vol.2は黄緑色）となっている。

## 曲目
colors best of yt cover tracks vol.1
1. THE LONER
作詞・作曲:ニール・ヤング
新録音
2. WE CAN WORK IT OUT
作詞・作曲:ジョン・レノン&ポール・マッカートニー
1990年の東芝EMI所属アーティストによるビートルズカバーアルバム『ALL YOU NEED IS LOVE』より
3. FOLLOW YOU DOWN
作詞・作曲:SOLEM-WILDE
『LIFETIME,HAPPY TIME』より
4. MOONLIGHT FEELS RIGHT
作詞・作曲:BRUCE BLACKMAN
『..., Only When I Laugh』より
5. 白い浜 ON THIS BEACH
作詞・作曲:岩谷時子/弾厚作
加山雄三60歳記念トリビュートアルバム『60 CANDLES』より
6. I SAW THE LIGHT
作詞・作曲:トッド・ラングレン
『Once A Fool,...』より
7. ONLY LOVE CAN BREAK YOUR HEART
作詞・作曲:ニール・ヤング
『A DAY IN THE NEXT LIFE』より
8. WALK ON BY
作詞・作曲:ハル・デヴィッド/バート・バカラック
新録音
9. HELPLESS
作詞・作曲:ニール・ヤング
『WILD&MOODY』より
10. PILGRIMS PROGRESS
作詞・作曲:マシュー・フィッシャー/キース・リード
THE BEATNIKSの『EXTENTIALIST A GO GO』より
11. I'LL BE HOME
作詞・作曲:ランディ・ニューマン
『Portrait With No Name』より